# Sistema Duffy
Il sistema Duffy è uno dei 38 sistemi di classificazione dei gruppi sanguigni umani. L'antigene Duffy è un recettore delle chemochine, noto anche come glicoproteina Fy o CD234 (Cluster of Differentiation 234), proteina che nell'uomo è codificata dal gene DARC (Duffy antigen chemokine receptor). I polimorfismi di questo gene sono alla base del sistema dei gruppi sanguigni Duffy.
L'antigene si trova sulla superficie dei globuli rossi e prende il nome dal paziente in cui è stato scoperto: è una proteina di membrana glicosilata, un recettore non specifico per diverse chemochine ed è anche il recettore per i parassiti della malaria Plasmodium vivax, Plasmodium knowlesi e Plasmodium cynomolgi.
Nel 1950, l'antigene di Duffy fu scoperto in un emofilico politrasfuso, il cui siero conteneva il primo caso rilevato di anticorpo anti-Fya. Nel 1951 fu scoperto nel siero l'anticorpo per un secondo antigene, Fyb.
Usando questi due anticorpi, sono stati definiti tre fenotipi comuni:  Fy(a+b+) (o Fya+b+), Fy(a+b-) (o Fya+b-), e Fy(a-b+) (o Fya-b+). Vari altri fenotipi sono stati scoperti successivamente, portando l'attuale totale a 6: Fya, Fyb, Fy3, Fy4, Fy5 e Fy6.

## Ruolo biologico
Fu notato, negli anni 20, che gli afroamericani avevano una resistenza intrinseca alla malaria, ma le cause erano sconosciute. L'antigene Duffy fu il quarto gene associato alla resistenza malarica dopo i geni responsabili dell'anemia falciforme, della talassemia e della glucosio-6-fosfato deidrogenasi.
L'antigene Duffy svolge un ruolo fondamentale nell'ematopoiesi. Infatti, gli eritroblasti basofili presenti nel midollo osseo hanno un'alta espressione di DARC, che facilita il loro contatto diretto con le cellule staminali ematopoietiche. L'assenza di DARC nella linea eritroide altera l'ematopoiesi, comprese le cellule staminali e pluripotenti, che alla fine danno origine a neutrofili fenotipicamente differenti. Di conseguenza, i neutrofili maturi di individui Duffy-negativi hanno un assetto molecolare più aggressivo contro gli agenti patogeni infettivi.
Le interazioni tra l'inibitore di metastasi KAI1 sulle cellule tumorali e il recettore DARC sulle cellule vascolari adiacenti sopprime la metastasi tumorale. Nei campioni di carcinoma mammario umano una bassa espressione della proteina DARC è significativamente associata allo stato del recettore degli estrogeni, a metastasi sia linfonodali che a distanza e a scarsa sopravvivenza.

## Ruolo trasfusionale
Un paziente Duffy-negativo può avere una reazione trasfusionale se riceve globuli rossi da donatore Duffy-positivo.
Poiché la maggior parte delle persone Duffy-negative sono di origine africana, le donazioni di sangue da persone di queste origini sono importanti per le banche trasfusionali.
Solo Fya, Fyb e Fy3 sono considerati clinicamente importanti. L'anticorpo anti-Fya è comune mentre anti-Fyb è circa 20 volte meno comune. Gli anticorpi sono reattivi alla temperatura corporea e sono quindi clinicamente significativi, sebbene in genere non leghino il complemento; vengono acquisiti attraverso l'esposizione (durante una gravidanza o per trasfusioni) e successiva alloimmunizzazione e sono dosaggio-dipendenti (reagiscono più fortemente alle cellule omozigoti rispetto alle cellule eterozigoti).
La reazione trasfusionale anti-Duffy è tipicamente mite ma può essere grave, persino fatale. Sebbene di solito si verifichi immediatamente, può verificarsi anche fino a 24 ore dopo. Queste reazioni sono generalmente causate da anti-Fya o anti-Fyb. Gli anti-Fy3 possono causare reazioni trasfusionali emolitiche acute o ritardate, ma solo raramente. Anche gli anti-Fy5 possono rarissimamente causare reazioni trasfusionali emolitiche ritardate.
La malattia emolitica feto-neonatale è in genere lieve ma raramente può essere grave, quasi sempre dovuta ad anti-Fya e raramente ad anti-Fyb o anti-Fy3.